# Chronologie du procès de l'ordre du Temple

## 1307
- 24 août : Le pape Clément V accorde à Jacques de Molay une enquête pontificale, à la suite de la demande de ce dernier, au courant des rumeurs de preuves récoltées par Philippe IV le Bel et Guillaume de Nogaret.
- 14 septembre : Philippe IV le Bel dépêche des messagers à tous ses sénéchaux et baillis, leur donnant des directives afin de procéder à la saisie de tous les biens mobiliers et immobiliers des Templiers ainsi qu'à leur arrestation massive en France au cours d'une même journée.
- 13 octobre : Arrestation de la plupart des Templiers présents dans les commanderies sur le sol du royaume de France.
- 14 octobre : Guillaume de Nogaret donne le détail des charges pesant sur les templiers à une assemblée de théologiens et de clercs.

- 16 octobre : Philippe IV écrit à Jacques II d'Aragon pour l'informer de l'arrestation.

- 19 octobre : Début des auditions à Paris.

- 24 octobre : Premiers aveux de Jacques de Molay.

- 25 octobre : Jacques de Molay répète ses aveux devant les membres de l'université de Paris.

- 26 octobre : Philippe IV informe Jacques II des confessions obtenues.

- 27 octobre : Lettre de Clément V à Philippe IV, lui faisant part de son indignation à la nouvelle de l'arrestation.

- 9 novembre : Confession d'Hugues de Pairaud.

- 22 novembre : Clément V fulmine la bulle Pastoralis praeminentiae.

- 24 décembre : Jacques de Molay revient sur ses aveux devant les cardinaux envoyés par le pape.

## 1308
- février : Clément V suspend l'action des inquisiteurs dans l'affaire des Templiers.
- fin février : Sept questions aux maîtres ès théologie de Paris.
- 24 au 29 mars : Convocation des états généraux
- 25 mars : Réponse des maîtres ès théologie aux sept questions.
- 5 au 15 mai : Réunion des états généraux à Tours.
- 26 mai : Arrivée de Philippe le Bel à Poitiers pour rencontrer le pape.
- 29 mai : Premier discours de Guillaume de Plaisians devant le consistoire.
- 14 juin : Second discours de Guillaume de Plaisians.

- 27 juin : Philippe le Bel envoie 72 templiers sélectionnés au pape.
- 5 juillet : Clément V fulmine la bulle Subit assidue.

- 12 août : Clément V fulmine les bulles Faciens misericordiam et Regnans in coelis.

- 13 août : Clément V quitte Poitiers.
- 17 au 20 août : Audition des dignitaires de l'ordre à Chinon par les cardinaux.

## 1309
- mars : Clément V s'installe en résidence semi-permanente à Avignon.
- printemps ? : Ouverture des commissions diocésaines.
- 8 août : Ouverture de l'enquête sur l'ordre par la commission apostolique.
- 22 novembre : Premières auditions de la commission apostolique.
- 26 novembre : Première comparution de Jacques de Molay devant la commission.
- 28 novembre : Seconde comparution de Jacques de Molay. Clôture de la première session de la commission.

## 1310
- 3 février : Ouverture de la seconde session de la commission apostolique.

- 2 mars : Troisième comparution de Jacques de Molay devant la commission apostolique.

- 14 mars : Lecture des 127 articles de l'acte d'accusation aux templiers volontaires pour défendre l'ordre.
- 28 mars : Grande réunion des défenseurs de l'ordre dans le jardin de l’évêché de Paris.
- 4 avril : Clément V fulmine la bulle Alma mater.

- 7 avril : Défense de l'ordre menée par Pierre de Bologne et Renaud de Provins.

- 12 mai : Exécution de 54 templiers près de Paris.

- 30 mai : La commission apostolique suspend la procédure.

- 3 novembre : Ouverture de la troisième session de la commission apostolique.

## 1311
- 26 mai : Dernières dépositions devant la commission apostolique.
- 5 juin : La commission apostolique clôt la procédure.
- 16 octobre : Ouverture du concile de Vienne.
- fin octobre : Venue de 7 templiers devant le concile qui demandent à défendre l'ordre.

## 1312
- 20 mars : Arrivée de Philippe le Bel à Vienne.
- 22 mars : Clément V fulmine la bulle Vox in excelso.
- 2 mai : Clément V fulmine la bulle Ad providam.
- 6 mai : Clément V fulmine la bulle Considerantes dudum.

## 1313
- 21 mars : Les Hospitaliers acceptent de payer à Philippe le Bel une indemnité de 200.000 livres tournois.

## 1314
- 11 ou 18 mars : Jacques de Molay et Geoffroy de Charnay meurent sur le bûcher.